# Kattenbergs Broek
Het Kattenbergs Broek is een begin 21e eeuw gereconstrueerd natuurgebied langs de beek de Beerze in de Nederlandse provincie Noord-Brabant. Het is gelegen tussen de Kapel van de Heilige Eik en de Spoordonkse Watermolen in de gemeente Oirschot. Het beslaat een lengte van ongeveer 2 km en heeft een oppervlakte van 42 ha.
Het gebied is genoemd naar de nabijgelegen buurtschap Kattenberg.
De Beerze werd in de jaren 60 van de 20e eeuw gekanaliseerd. Ten noorden van het Wilhelminakanaal bleef een klein stukje van de oorspronkelijke meanderende bedding, dat langs de kapel liep, gespaard, maar het meeste water stroomde ten westen ervan door een brede gegraven bedding.
Van einde 2007 tot eind 2008 heeft men beek- en landschapsherstel uitgevoerd, waarbij stuwen werden verwijderd, de resterende oude bedding weer werd gebruikt, en een hernieuwde meanderende beek gegraven. Hierbij is zo veel mogelijk de oorspronkelijke situatie gereconstrueerd. De gekanaliseerde beekbedding werd gedempt op enkele plassen na. Het gebied werd ingericht voor waterberging en daarnaast werden houtsingels geplant. Bij de watermolen wordt het water opgestuwd zodat een overstromingsvlakte ontstaat die de ontwikkeling van elzenbroekbos mogelijk maakt. De vissoorten die in dit gebied kunnen leven zijn bermpje, beekprik, kopvoorn, en serpeling, terwijl men zint op de herintroductie van de kwabaal. De grote weerschijnvlinder en de waterspitsmuis worden eveneens in dit gebied aangetroffen.
Terwijl veel werkzaamheden onder verantwoordelijkheid van het Waterschap De Dommel zijn uitgevoerd, wordt het gebied beheerd door de Stichting Brabants Landschap.

## Toegankelijkheid
Hoewel een deel van het gebied ontoegankelijk is zijn er wandelpaden om en door het gebied aangelegd, waartoe ook enkele voetgangersbruggen over de Beerze zijn aangelegd. Voorts zijn er vogelkijkschermen gemaakt.